# Obereopsis obscura
Obereopsis obscura är en skalbaggsart som beskrevs av Stefan von Breuning 1957. Obereopsis obscura ingår i släktet Obereopsis och familjen långhorningar. Inga underarter finns listade i Catalogue of Life.